# 内田康平
内田 康平（うちだ こうへい、3月6日 - ）は、日本の漫画家。男性。北海道出身。北海道旭川東栄高等学校出身で、札幌マンガ・アニメ&声優専門学校出身。
2017年、『週刊少年マガジン』「マーベル」マンガ賞にて「GUARDIANS OF THE GALAXY」が特選を受賞。

## 作品リスト

### 漫画作品
- CROSS FIGHT（『別冊少年マガジン』2010年1月号）
- タイヨウノヒトミ（『マガジンSPECIAL』2013年4号 - 10号） - 単行本化されていない。
- 明治異種格闘伝 雪風（『マンガボックス』2014年第41号 - 2015年第31号）
- ガーディアンズ・オブ・ギャラクシー Galaxy Rush（『マンガボックス』2017年第40号[3] - 2018年第2号） - 映画「ガーディアンズ・オブ・ギャラクシー」を元にしたオリジナルストーリー。
- 東京傭兵株式会社（『別冊少年マガジン』2019年3月号[4] - 12月号[5]）
- 黒羽白書（『週刊少年チャンピオン』2021年13号[6] - 38号）
- こはく部、営業中！（原作：そうまかなこ、『マンガコミソル』2022年9月16日[7] - 、『COMIC熱帯』）
- 私刑執行人〜殺人弁護士とテミスの天秤〜（原作：草下シンヤ、監修：大槻展子、『別冊ヤングチャンピオン』2023年1月号[8] - ）

### 書籍
- 『明治異種格闘伝 雪風』、講談社〈講談社コミックスマガジン〉2015年、全4巻
  1. 2015年2月9日発売[9]、ISBN 978-4-06-395311-4
  2. 2015年4月9日発売[10]、ISBN 978-4-06-395368-8
  3. 2015年6月9日発売[11]、ISBN 978-4-06-395415-9
  4. 2015年8月7日発売[12]、ISBN 978-4-06-395449-4
- 『ガーディアンズ・オブ・ギャラクシー Galaxy Rush』講談社〈講談社コミックスマガジン〉、2018年2月9日発売[13]、ISBN 978-4-06-510980-9
- 『東京傭兵株式会社』、講談社〈講談社コミックスマガジン〉2019年、全2巻
  1. 2019年6月7日発売[14]、ISBN 978-4-06-515306-2
    - 第1巻帯には古舘春一がコメントを寄せ激賞した[15]。

  2. 2019年12月9日発売[16]、ISBN 978-4-06-517302-2
- 『黒羽白書』、秋田書店〈少年チャンピオンコミックス〉2021年、全3巻
  1. 2021年7月8日発売[17]、ISBN 978-4-253-28061-7
  2. 2021年9月8日発売[18]、ISBN 978-4-253-28062-4
  3. 2021年10月8日発売[19]、ISBN 978-4-253-28063-1
- 『私刑執行人〜殺人弁護士とテミスの天秤〜』、原作：草下シンヤ、監修：大槻展子、秋田書店〈ヤングチャンピオンコミックス〉2023年 - 、既刊6巻（2025年8月20日現在）
  1. 2023年6月20日発売[20][21]、ISBN 978-4-253-31076-5
  2. 2023年12月20日発売[22]、ISBN 978-4-253-31077-2
  3. 2024年6月19日発売[23]、ISBN 978-4-253-31078-9
  4. 2024年11月20日発売[24]、ISBN 978-4-253-31079-6
  5. 2025年3月18日発売[25]、ISBN 978-4-253-31080-2
  6. 2025年8月20日発売[26]、ISBN 978-4-253-31081-9

## 師匠
- 久保ミツロウ[要出典]